# HD 290327 b
HD 290327 b (بالإنجليزية: HD 290327 b)‏ الذي يرمز له بالرمز HD 290327b، هو كوكب خارج المجموعة الشمسية، في كوكبة الجبار، يتبع HD 290327 ‏.

## الاكتشاف
اكتشف في 19 أكتوبر 2009.